# المجلس الوطني البحريني 1973
المجلس الوطني البحريني 1973 (الفصل التشريعي الأول) ، من 16 ديسمبر 1973 حتى 26 أغسطس 1975 , أجريت انتخابات المجلس في يوم الجمعة 7 ديسمبر 1973 وأختار المجلس في جلسته الأولى التي عقدت يوم الأحد 16 ديسمبر 1973 حسن جواد الجشي رئيساً للمجلس وخليفة أحمد البنعلي نائباً للرئيس، وفي 26 أغسطس 1975 صدر مرسوماً بحل المجلس. 

## انتخابات المجلس الوطني
أجريت انتخابات المجلس الوطني في يوم الجمعة 7 ديسمبر 1973 حيث شارك في الانتخابات شارك 19509 ناخب وهو ما يشكل نسبة %78.4.

## أعضاء المجلس الوطني
| اسم العضو                       | الدائرة الانتخابية |
| ------------------------------- | ------------------ |
| رسول الجشي                      | الأولى             |
| خالد إبراهيم الذوادي            | الأولى             |
| الدكتور عبدالهادي خلف           | الثانية            |
| حسن جواد الجشي                  | الثانية            |
| محمد سلمان أحمد حماد            | الثالثة            |
| محمد عبدالله هرمس               | الرابعة            |
| محسن حميد مرهون                 | الرابعة            |
| علي صالح الصالح                 | الخامسة            |
| حمد عبدالله أبل                 | السادسة            |
| علي إبراهيم عبدالعال            | السابعة            |
| عبد الله علي المعاودة           | الثامنة            |
| جاسم محمد مراد                  | الثامنة            |
| علي قاسم ربيعة                  | التاسعة            |
| محمد جابر الصباح                | التاسعة            |
| عيسى حسن الذوادي                | العاشرة            |
| إبراهيم محمد حسن فخرو           | العاشرة            |
| خليفة أحمد البنعلي              | الحادية عشر        |
| عبدالله منصور عيسى              | الثانية عشر        |
| مصطفى محمد القصاب               | الثالثة عشر        |
| السيد علوي السيد مكي الشرخات    | الثالثة عشر        |
| الشيخ عبدالله محمد المدني       | الرابعة عشر        |
| الشيخ عيسى أحمد قاسم            | الخامسة عشر        |
| الشيخ عبدالأمير منصور الجمري    | الخامسة عشر        |
| الشيخ عباس الريس                | السادسة عشر        |
| يوسف سلمان كمال                 | السابعة عشر        |
| عبدالعزيز منصور العالي          | الثامنة عشر        |
| حسن علي المتوج                  | التاسعة عشر        |
| سلمان الشيخ محمد ناصر           | التاسعة عشر        |
| الشيخ إبراهيم بن سلمان آل خليفة | العشرين            |
| خليفة أحمد الظهراني             | العشرين            |

## الجلسة الأولى
عقد المجلس الوطني جلسته الأولى لدور الانعقاد الأول في يوم الأحد 16 ديسمبر 1973  حيث تفضل صاحب السمو الشيخ عيسى بن سلمان آل خليفة أمير دولة البحرين بأفتتاح دور الأنعقاد العادي الأول للمجلس حيث ألقى خطابه السامي خلال حفل أفتتاح دور الأنعقاد وذالك بحضور سمو الشيخ خليفة بن سلمان آل خليفة رئيس مجلس الوزراء وسمو الشيخ حمد بن عيسى آل خليفة ولي العهد وزير الدفاع.
وبعد أنتهاء حفل الأفتتاح أستئنفت الجلسة حيث ترأسها سمو الشيخ خليفة بن سلمان آل خليفة رئيس مجلس الوزراء وذالك لحين أنتخاب رئيس المجلس
وخلال الجلسة أدى أعضاء المجلس اليمين الدستورية وكما تم تزكية حسن جواد الجشي رئيساً للمجلس
وكما تم انتخب نائب الرئيس حيث ترشح للمنصب خليفة أحمد البنعلي وجاسم محمد مراد حيث حصلا في الجولة الأولى على 22 صوت وأعيد الأنتخاب مرة أخرى حيث فاز في جولة الإعادة خليفة أحمد البنعلي بمنصب نائب الرئيس بعد حصوله على 23 صوت مقابل 21 صوت لجاسم محمد مراد
وكما تم أنتخاب أمير السر حيث ترشح للمنصب الشيخ عبدالله محمد المدني والدكتور عبدالهادي خلف وفاز بالمنصب الشيخ عبدالله المدني بعد حصوله على 26 صوت مقابل 18 صوت للدكتور عبدالهادي خلف.

## أدوار الانعقاد

### قائمة أدوار انعقاد المجلس الوطني 1973
| دور الانعقاد               | بداية الفترة   | نهاية الفترة  |
| -------------------------- | -------------- | ------------- |
| دور الانعقاد العادي الأول  | 16 ديسمبر 1973 | 29 يونيو 1974 |
| دور الانعقاد العادي الثاني | 23 أكتوبر 1974 | 22 يونيو 1975 |

## حل المجلس
في يوم الثلاثاء 26 أغسطس 1975 صدر مرسوم أميري بحل المجلس الوطني بعد خلافات بين المجلس والحكومة وكما صدر أمر أميري بتأجيل أنتخاب أعضاء المجلس الوطني ووقف العمل ببعض مواد الدستور وتوقفت بعدها الحياة النيابية في البحرين إلى سنة 2002 